# Chitto Harjo
Chitto Harjo (1846–1911) (també conegut com a Crazy Snake, Wilson Jones, Bill Jones, Bill Snake, i Bill Harjo) fou un líder i orador entre els tradicionalistes de la Nació Muscogee (Creek) a Territori Indi a començaments del segle xx. Es va resistir als canvis que el govern dels Estats Units i els líders locals volien imposar per aconseguir l'estatut d'estat d'Oklahoma. Això van incloure l'extinció governs tribals i les institucions cíviques i trencar les terres comunals per parcelar-la en assignacions individuals i els Estats Units venent els "excedents" als colons euroamericans i altres. Fou el líder de la rebel·lió de Crazy Snake el 25 de març de 1909 a Oklahoma.

## Primers anys
Nascut en la Nació Muscogee Creek en Territori Indi després que la tribu fos deportada d'Alabama en la dècada de 1830, Wilson Jones era un indi pura sang Creek. Era més conegut pel seu nom creek de Chitto Harjo, que significa "Serp boja." Chitto significa "serp" i "Harjo" "un que és valent més enllà de la descripció, o temerari." Es va convertir en un tradicionalista, i pertanyia a la minoria de la tribu que es va mantenir lleial a la Unió durant la Guerra Civil dels Estats Units.
Més tard els tradicionalistes van treballar per restablir el govern tribal de 1867 i per fer complir els drets dels tractats amb els Estats Units. Es van oposar a l'extinció de govern i l'assignació individual de terres sota la Comissió Dawes.

## Activitat
Quan era jove Chitto Harjo era aliat dels federalistes o lleialistes liderats per Opothleyahola, qui va traslladar el grup a Kansas en 1861 amb l'esclat de la Guerra Civil. Ells van romandre fidels a la Unió mentre que la majoria dels creek s'aliaven amb la Confederació. Ell i molts d'aquells creeks foren reclutats en l'Exèrcit de la Unió i va servir amb les forces federals en la Guerra Civil. En un testimoni de 1906 va dir que havia cregut en aquest servei, en una guerra entre els homes blancs i una que no concernia als indis, ajudaria a assegurar el manteniment de les promeses del govern al seu poble. La Guerra Civil va dividir la tribu, ja que molts creek es van aliar amb la Confederació.
A finals del segle xix els Muscogee Creek i altres tribus ameríndies en Territori Indi van ser pressionats per canviar pel govern dels Estats Units, en part per donar pas a una demanda de l'estatitat pels colons euroamericans en parts del territori. Hi va haver legislació nacional per extingir el govern tribal i establir assignacions individuals de la terra en lloc de les propietats comunals indígenes. El Congrés va crear la Comissió Dawes en 1896 per a dur a terme l'assignació de terres per a les cinc tribus civilitzades. Els Registres Dawes van ser els registres dels membres de les tribus que eren elegibles per a rebre assignacions. Aquests es van convertir en registres de membres de la tribu.
Chitto Harjo fou un líder de la Societat de les Quatre Mares, un moviment religiós intertribal. Aquest grup va buscar reviure les pràctiques tradicionals i la solidaritat entre les tribus afins que havien estat traslladades a Oklahoma des del sud-est dels Estats Units. En 1900 una reunió en terres cerimonials de Harjo a Old Hickory va declarar deposat el cap Pleasant Porter per haver violat la Constitució Creek de 1867 perquè cooperava amb el procés d'adjudicació. Van seleccionar Chitto Harjo com el nou cap principal dels creek. Van fundar una força de policia, coneguda com a Lighthorse, i van tractar de dissuadir als creek de l'acceptació de l'assignació de terres.
De 1900 a 1909, Chitto Harjo liderà la resistència Creek als canvis per l'assimilació. La Guerra Green Peach va tenir lloc en 1901, i Isparhecher es va retirar. Havia estat jutge al Districte d'Okmulgee i líder dels legitimistes. Harjo va liderar els creek que s'oposaven a l'assimilació cultural i a la parcel·lació. Com els Estats Units estava tractant d'extingir el govern tribal, Crazy Snake i els seus seguidors van establir un govern separat per un temps als camps cerimonials d'Old Hickory al sud-est d'Okmulgee.
Chitto Harjo i altres van ser detinguts i condemnats en els tribunals dels Estats Units i empresonats breument. Van ser posats en llibertat sota paraula. Durant els següents cinc anys, la majoria de la tribu va acceptar els canvis i es van adjudicar parcel·les individuals de terra, en preparació perquè el territori pogués ser admès com a estat d'Oklahoma. Chitto Harjo i altres es van negar a escollir les seves assignacions.
En 1906 els membres d'una Comissió Investigadora Especial del Senat van visitar el Territori Indi per aprendre més sobre els problemes i per què alguns Muscogee Creek es resistien als canvis. Harjo, com a reconegut líder dels tradicionalistes, va testificar als senadors. El seu discurs davant el Congrés dels Estats Units el 1906 es considera una declaració eloqüent pel que fa al tractament dels Estats Units dels pobles indis. Sovint es repeteix la frase, "sempre que l'herba creixi", que s'utilitza en relació amb la perpetuïtat promesa de tractats indis i els acords amb el govern dels Estats Units.
El 1909, després que Oklahoma havia aconseguit la condició d'Estat i aprovà les lleis Jim Crow com les dels estats veïns d'Arkansas i Texas, un grup d'afroamericans van arribar als terrenys de Harjo a la recerca de refugi. S'havien enfrontat a la discriminació i havien estat expulsats d'altres parts d'Oklahoma. Durant la reunió de març de la Societat de les Quatre Mares, els euroamericans locals van dir els havien robat un tros de carn fumada. Davant el temor d'una aliança entre els creek i els afroamericans, van convocar a una colla de blancs per destruir el campament negre. En la baralla que va seguir un home negre va ser assassinat, un home blanc ferit, i 42 negres van ser arrestats i empresonats.
Els blancs van començar a agafar armes, volent trencar el campament creek-negre i arresar Chitto Harjo, conegut líder conservador. Quan un grup va anar a casa seva es va produir un tiroteig. Dos oficials blancs van morir de forma ràpida i uns altres van ser ferits; Harjo i els seus seguidors van fugir a l'antiga Nació Choctaw d'Oklahoma. Van ser ajudats per altres membres de la Societat de les Quatre Mares. Això es va conèixer com la "rebel·lió de Crazy Snake".
El governador d'Oklahoma governor, Charles N. Haskell, ordenà a la milícia "perseguir els conservadors creek i restablir l'ordre als comtats de McIntosh i Okmulgee." L'oficial al comandament va trobar que els blancs estaven causant la major part del problema i va forçar la dissolució de colles a la zona. Harjo es va refugiar amb Daniel Bob, un líder conservador choctaw, al comtat de McCurtain (Oklahoma). Ell va morir el 1911, sense haver estat vist de nou pels blancs.